# Korg X3
De Korg X3 is een digitale synthesizer/music workstation, gefabriceerd door Korg in 1993. Het instrument is bijna geheel samengesteld rondom een aantal 16 bit-multisamples.
Veel van deze samples zijn afkomstig uit de T3-serie en 01/W-serie synthesizers. De X3 bevat 339 samples die zijn gecomprimeerd in een ROM-geheugen van 6 MB, en zijn gericht op orgel- en strijkersklanken.
De sequencer kan zowel de interne klanken als externe apparaten aansturen via MIDI. De bewerkingsmogelijkheden zijn beperkt, en de parameters die gewijzigd kunnen worden zijn toegankelijk via een menu. Klanken kunnen ook bewerkt worden door externe software als "Xedit".
Op de X3 ontbreken synthesizer-opties als portamento en een arpeggiator.
Korg bracht de X2 uit in 1994. Dit model heeft een klavier met 76-toetsen en 8 MB ROM. De X2 bevat pianoklanken die in de X3 ontbreken. Daarnaast kwam er ook een moduleversie uit, genaamd de X3R, met ingebouwd diskettestation.